# Burgenweg (Hegau)
Als Burgenweg werden aktuell (Stand 30. März 2024) 16 durch den Hegau und dessen Randbereiche im Süden Baden-Württembergs sowie im Norden der Schweiz verlaufende Themenwanderwege bezeichnet.

## Geschichte
Der durchgehend besiedelte Hegau ist eine uralte Kulturlandschaft. Zahlreiche archäologische Funde belegen, dass am Ende der Eiszeit Rentierjäger im Wasserburgertal, beim Petersfels sowie im Umfeld der Gnirshöhle siedelten. Relikte aus der Steinzeithöhle Petersfels bei Bittelbrunn zeigen, dass erste Menschen bereits in der Altsteinzeit (bis 10.000 v. Chr.) im Hegau gewesen sein müssen. In der Jungsteinzeit (5000–2000 v. Chr.) entstanden am Bodenseeufer die Pfahlbaudörfer, die bis in die Bronzezeit (2000–800 v. Chr.) bestanden.
Im 8. Jahrhundert wurde die Verwaltung des Landes mehreren Gaugrafen übertragen. In diesem Zusammenhang wurde die Grafschaft im Jahre 787 erstmals als „Hegau“ erwähnt. Einer der mächtigsten frühen Gaugrafen war Adalbert der Erlauchte, der auch den Thurgau und den Albgau verwaltete. 920 wurde unter Herzog Burkhard von Schwaben der Hegau erstmals ausdrücklich Grafschaft genannt: in pago Hegowe in eodem comitatu.
Gegen Ende des 12. Jahrhunderts setzte im Hegau eine rege Bautätigkeit ein. Die Bergkegel wurden mit Burganlagen befestigt, in deren Umgebung kleine Städte und Siedlungen entstanden. In der Folgezeit wechselten je nach Kriegslage die Herrschaften. Im Mittelalter und in der frühen Neuzeit war die Burg Hohentwiel oftmals Schauplatz der großen Politik, während Singen als unscheinbares Dorf am Fuße der Festung höchstens Zeuge und oftmals Leidtragender der Machtkämpfe war. Es war die Stadt Schaffhausen, die den Hegau mit wichtigen Handelsgütern versorgte. Schaffhausens Adel hatte einen großen Einfluss auf die städtische Politik, sie war Zentrum des Salzhandels und größte Stadt in unmittelbarer Umgebung. Die engsten Berater König Sigismunds stammten aus dem Hegau: Graf Eberhard von Nellenburg (der seine Grafenrechte im Hegau um 1250 erhielt), Graf Hans von Lupfen auf Hohenhöwen, Kaspar von Klingenberg auf Hohentwiel, Hans Konrad von Bodman und Hans von Heudorf. Mit Beginn des 15. Jahrhunderts verfielen viele im Hegauer Ritterbund „Sankt Jörgenschild“ zusammengeschlossene Adelige einem Raubrittertum, woraufhin die verbündeten oberschwäbischen Städte einen Großteil der Hegauburgen zerstörten. Was noch stand oder wieder aufgebaut worden war, wurde im Dreißigjährigen Krieg (1618–1648) im Auftrag des württembergischen Kommandanten des Hohentwiels, Konrad Widerholt, zerstört. Als die Grafen von Nellenburg 1442 ausstarben, ging die Grafschaft an die von Tengen über. Diese verkauften 1465 die Landgrafschaft an Erzherzog Sigismund von Österreich.
Nach Ergebnissen einer im November 1999 begonnenen Inventarisierung ist bekannt, dass es im historischen Hegau, der auch Teile der Schweiz umfasst, mehr als 320 Burgen, Adelssitze, Schlösser und Festungen, Stadt- und Ortsbefestigungen, Wehrkirchen und -kirchhöfe sowie Ringwälle und Wallbefestigungen gab.

## Verlauf
Die Etappen, zwischen rund 8 und 25 Kilometer lang, führen durch den Naturraum Hegau. Aufgrund seines geologischen Ursprungs, der eine skurrile Topographie geprägt hat, ist der Hegau eine außergewöhnliche Region mit bizarren Vulkanformationen, Quellen und Flusslandschaften.

### Wegzeichen
Die Etappen des Burgenwegs sind auf ihrer jeweiligen gesamten Länge ausgeschildert – allerdings nur in eine Richtung; die Wegzeichen zeigen ein schwarzes Burgensymbol auf gelber Raute. Die größeren Zeichen weisen zusätzlich per Pfeil und dem Zusatz „Burgenweg“ + Ziffer den weiteren Verlauf.

### Etappen
Die Kilometerangaben in eckigen Klammern beziehen sich auf den jeweiligen Ausgangspunkt der beschriebenen Etappen. Ein Klick auf das -Symbol öffnet die entsprechende Kartenansicht.

#### 1 – Tengen → Blumenfeld → Büßlingen → Tengen
10,2 Kilometer / 481 bis 644 m ü. NHN

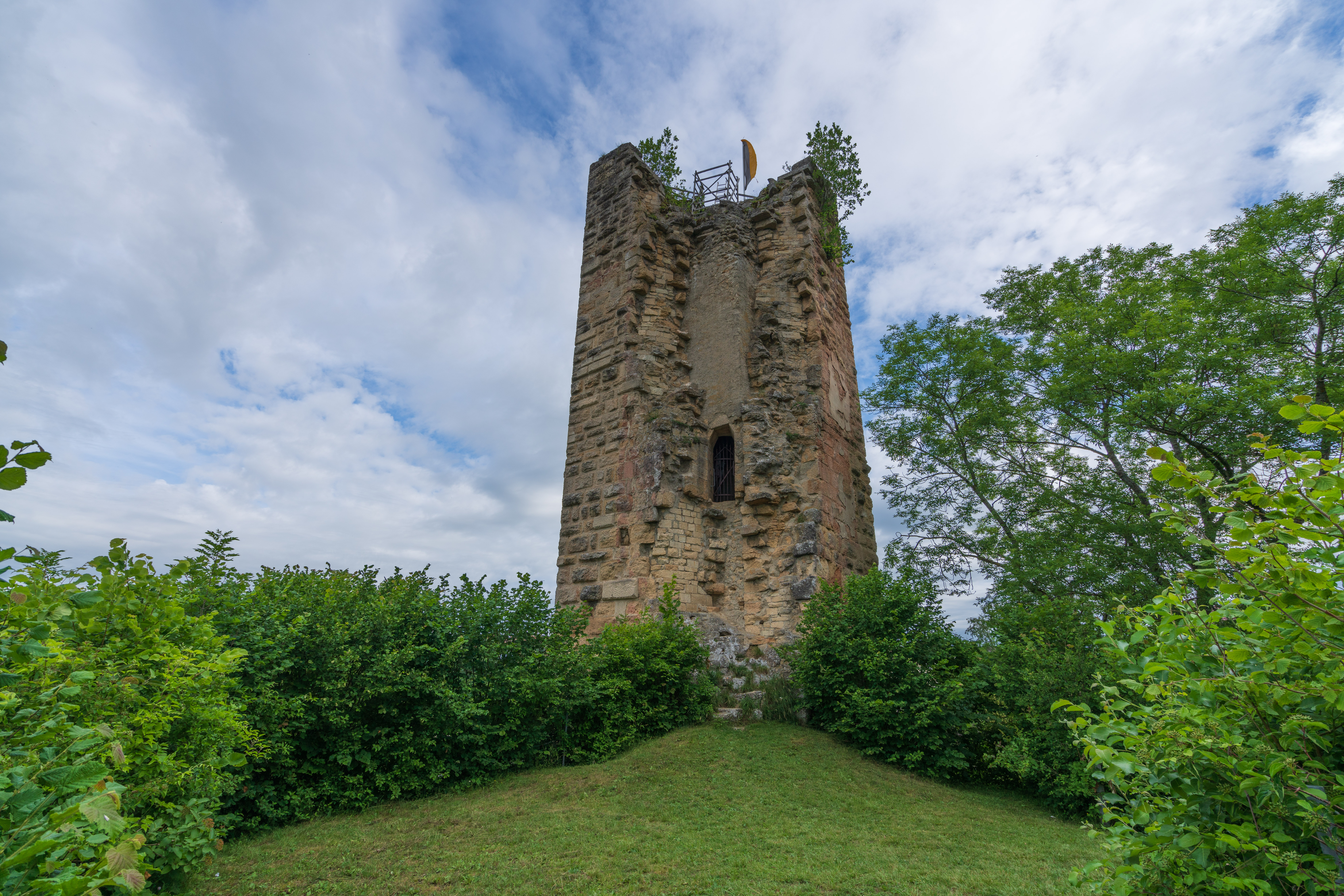
Bergfried der Hinterburg

 Am Parkplatz Festplatz in der im Jahre 877 erstmals in einem Brief als „Teingon“ genannten Stadt Tengen beginnt die erste Runde der Burgenwege. Durch die Unterführung der Bundesstraße 314 führt der Weg die Ludwig-Gerrer-Straße querend nach Osten in die Sandstraße mit dem höchstgelegenen Punkt der Strecke (644 m ü. NHN) bis zum ehemaligen Steinbruch Hutzeln [1,7] und weiter in den Ortsteil Blumenfeld [2,6]. Der Ort liegt auf einem Bergrücken, einem ehemaligen Umlaufberg der Biber, die unterhalb von Stein am Rhein in den Hochrhein mündet. Früher bildeten die Burg und der sie wie eine Stadtmauer umgebende Häuserring mit seiner wehrhaften Rückseite eine Einheit, die nur über einen einzigen Zugang mit Brücke und Tor zu erreichen war. Am rund sechs Meter hohen Blumenfelder Wasserfall vorbei verläuft der Weg Richtung Süden in den Tengener Ortsteil Büßlingen [5,3], wo der Wanderer in der Schaffhauser Straße den mit 481 m ü. NHN tiefsten Punkt der Route durchläuft. Nach Nordwesten, durch Teile des FFH-Gebiets „Hegaualb“ führt der Weg vorbei an der Hinterburg zurück zum Ausgangspunkt bei der Tengener Altstadt mit ihrem Stadttor und der ehemaligen Wehrkirche „St. Laurentius“.

Am Weg und in der Nähe:
 Burghalde Tengen –  Die Burg, auch Burk oder Burg Wannenberg genannt, wurde von den 1090 bis 1591 genannten Herren von Tengen als deren älteste Burg erbaut. Von der ehemaligen Burganlage ist heute nichts mehr erhalten.
 Hinterburg – Die um 1150 errichteten Hinterburg in Tengen wurde im 16. Jahrhundert abgebrochen und seitdem bis um 1850 als Steinbruch genutzt. Von der ehemaligen Burganlage blieb einzig der ursprünglich 32 Meter, heute nur noch 20 Meter hohe Bergfried auf einer Grundfläche von 7 × 7 Meter erhalten.
 Schloss Blumenfeld – Ursprünglich stand an der Stelle des heutigen Schlosses eine Burg eines Familienmitglieds bzw. einer Seitenlinie der 1292 erwähnten Herren von Blumberg, bevor die Grundzüge der heutigen Anlage Anfang des 16. Jahrhunderts errichtet wurden. Seit dem 19. Jahrhundert waren in Teilen des Gebäudes soziale Einrichtungen untergebracht – zuletzt ein Seniorenheim.
 Wehrkirche Büßlingen (St. Martin) – Kirche mit Kirchhofbefestigung und Wehrcharakter.
 Wehrkirche Tengen (St. Laurentius) – Die etwas erhöhte Lage der Kirche verweist auf ihre ehemalige Funktion als Wehrkirche. Der jetzige Bau ist im Kern frühgotisch (13. Jahrhundert), was an kleinen zugemauerten Spitzbogenfenstern an der Südwand zu erkennen ist.

#### 2 – Worblingen → Kastenbühl → Schienen → Worblingen
Am Weg und in der Nähe:
 Burg Kastenbühl – Die Hangburg wurde vermutlich im 13. Jahrhundert auf einem 40 Meter langen Burgplateau erbaut. Von der ehemaligen Burganlage sind noch Reste des Walls, des Burggrabens und eines Rundturms erhalten.
 Burg Rosenegg – 1632 wurde die in der ersten Hälfte des 13. Jahrhunderts erbaute Burg durch württembergische Truppen besetzt und 1639 von Hohentwieler Truppen zerstört. Ende des 17. Jahrhunderts wurde die Burgruine abgebrochen. Heute sind von der ehemaligen Burganlage noch umfangreiche Mauerreste erhalten.
 Burg Worblingen – Die abgegangene Höhenburg war Sitz der im 13. Jahrhundert genannten Herren von Worblingen, die vermutlich bischöfliche Ministeriale waren. Von der ehemaligen Burganlage sind keine Reste erhalten.
 Frankenburg – Nach der Struktur der Anlage wäre eine Entstehung zwischen dem 11. und 13. Jahrhundert möglich. Vermutlich handelte es sich um eine kleine Turmburg mit einer Fläche von 6 × 12 Meter.
 Ruine Schrotzburg – Von der ehemaligen auch als Diepoldsburg bezeichneten Spornburg mit Bergfried sind noch Mauerreste erhalten.

#### 3 – Hohentwiel → Staufen → Hilzingen → Hohentwiel

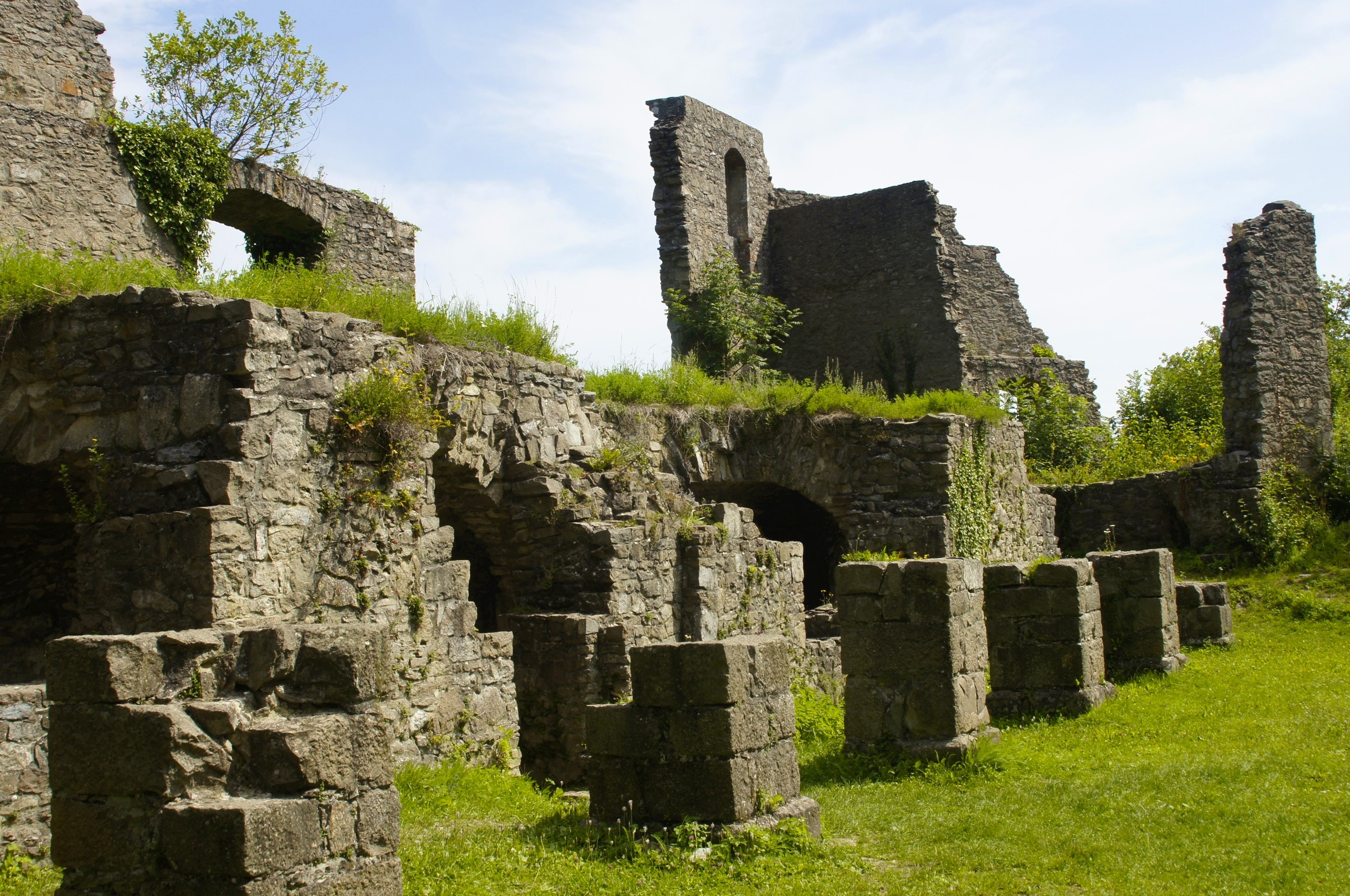
Festung Hohentwiel

Am Weg und in der Nähe:
 Burg Altstatt – Von der ehemaligen Burganlage ist nur noch ein halbringförmiger Wall erhalten.
 Burg Gebsenstein – Die während der ersten Hälfte des 13. Jahrhunderts erbaute Burg war wegen der Namensähnlichkeit möglicherweise der Sitz des im Jahr 1214 genannten Gebzio von Twiel. Ein sich nach der Burg benennendes Geschlecht ist mit den Herren von Gebsenstein zwischen 1253 und dem Anfang des 14. Jahrhunderts erwähnt worden. Ihnen gehörte ihr Stammsitz nur bis zu einem unbekannten Zeitpunkt vor dem Jahr 1275, denn in diesem Jahr verkaufte Graf Mangold von Nellenburg die Burg ze Gepsenstein an die Herren von Randegg. Zu welcher Zeit die Burg abgegangen ist, ist nicht bekannt.
 Burg Hilzingen – Von der 1380 erstmals als „Turm“ erwähnten Kleinburg sind heute keine sichtbaren Reste erhalten, vermutlich wurde ein Teil des Burggeländes in den 1970er Jahren durch die Erweiterung der Schule überbaut.
 Burgruine Staufen – Die Ruine der wohl im 13. Jahrhundert erbauten und während des Dreißigjährigen Krieges endgültig zerstörten Burg wurde von der Bevölkerung zur Gewinnung von Baumaterial genutzt. Heute nur noch größere Strecken der Ringmauer und einige einsturzgefährdete Gebäudereste erhalten.
 Festung Hohentwiel – Die Festung ist eine ehemalige Gipfelburg und Festung auf der vulkanischen Quellkuppe des Hohentwiels. Mit einer Fläche von neun Hektar stellt die für Besucher zugängliche Festung die größte Burgruine Deutschlands dar. Seit 1990 wird die Anlage jedes Jahr von über 80.000 Menschen besucht. Im Bereich der Festungsanlage findet jährlich das Hohentwiel-Festival statt.
 Ruine Heilsberg – Die Höhenburg wurde nach 1250 erbaut und 1303 erstmals erwähnt. Als Besitzer wurden 1310 die Herren von Randegg und 1518 die Herren von Schellenberg verbunden mit einem Wiederaufbau genannt. Nach Zerstörung 1525 im Bauernkrieg wurde die Burg 1635 im Dreißigjährigen Krieg von Konrad Widerholt endgültig zerstört und ist verfallen. Von der ehemaligen Burganlage, die über einen 7 × 12 Meter großen Wohnbau verfügte, sind noch baufällige Mauerzüge erhalten.

#### 4 – Hohentwiel → Hohenkrähen → Mägdeberg → Mühlhausen

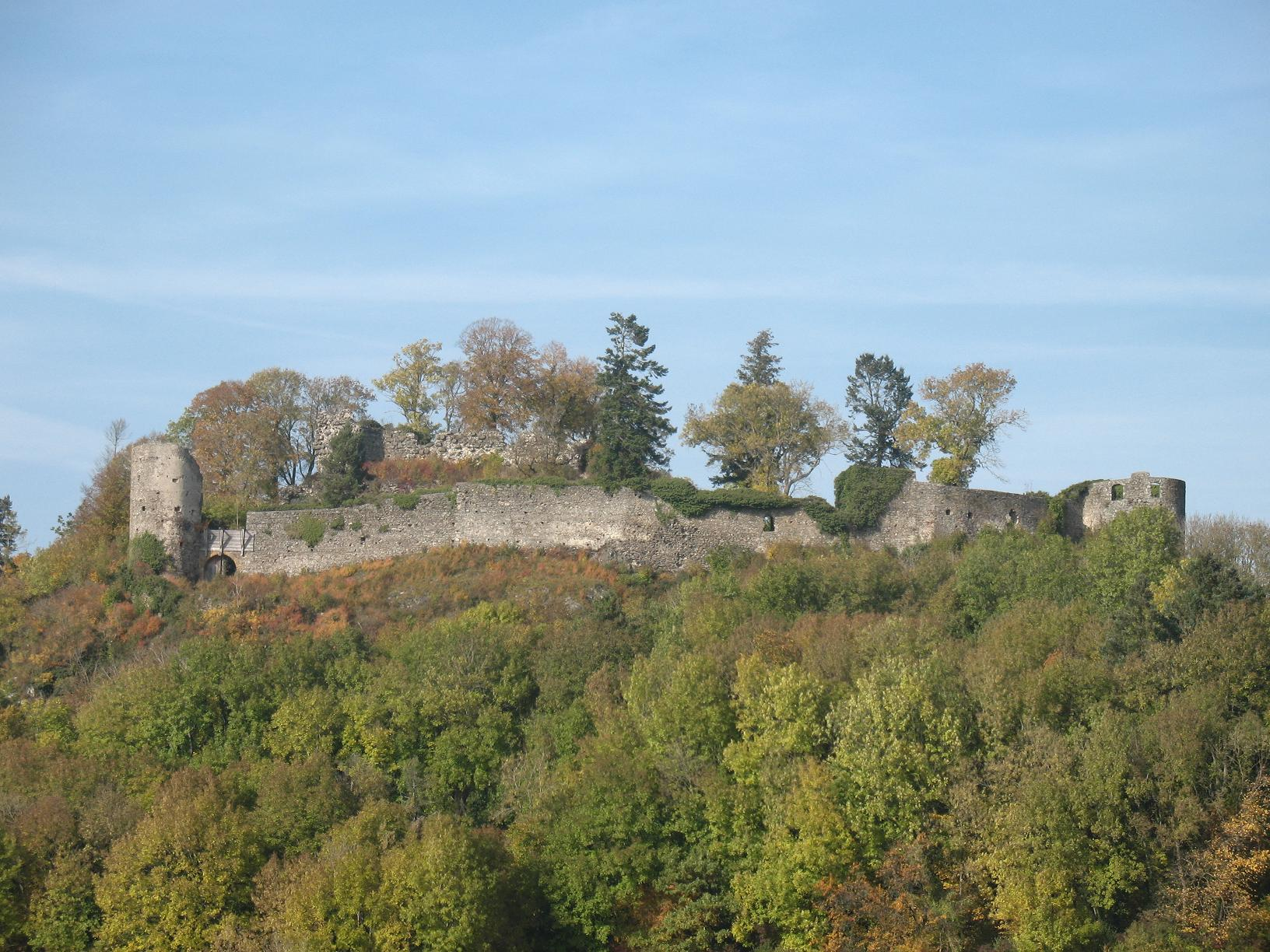
Ruine der Burg Mägdeberg

Am Weg und in der Nähe:
 Burg Hohenkrähen – 1634, während des Dreißigjährigen Krieges, wurde unter anderem die Burg Hohenkrähen vom Festungskommandanten des Hohentwiel, Konrad Widerholt, niedergebrannt. Seit diesem Zeitpunkt war die Burg Hohenkrähen eine Ruine und wurde nicht mehr genutzt.
 Burg Mägdeberg – Die Burganlage ist frei zugänglich. Das Steinquader-Mauerwerk ist rundum geschlossen und in gutem Zustand, so dass sich Form und Ausmaße der einstigen Burg weitestgehend erhalten haben. Die Reste weisen auf eine eindrucksvolle Verteidigungsanlage hin. Die Burg Mägdeberg wurde bis ins 17. Jahrhundert insgesamt dreimal zerstört. Nach ihrer Aufgabe Ende des 17. Jahrhunderts kam es zur Ausschlachtung der Burg und Nutzung als Steinbruch.
 Burgruine Staufen – Die Ruine der wohl im 13. Jahrhundert erbauten und während des Dreißigjährigen Krieges endgültig zerstörten Burg wurde von der Bevölkerung zur Gewinnung von Baumaterial genutzt. Heute nur noch größere Strecken der Ringmauer und einige einsturzgefährdete Gebäudereste erhalten.
 Festung Hohentwiel – Die Festung ist eine ehemalige Gipfelburg und Festung auf der vulkanischen Quellkuppe des Hohentwiels. Mit einer Fläche von neun Hektar stellt die für Besucher zugängliche Festung die größte Burgruine Deutschlands dar. Seit 1990 wird die Anlage jedes Jahr von über 80.000 Menschen besucht. Im Bereich der Festungsanlage findet jährlich das Hohentwiel-Festival statt.
 Oberes Schloss – Der dreigeschossige annähernd quadratische Bau mit Mansarddach, auch Schloss Singen oder Enzenbergsches Schloss genannt, wurde 1809 bis 1810 von Franz Josef von Enzenberg erbaut.
 Schloss Schlatt unter Krähen – Das dreistöckige Herrenhaus mit Satteldach und oktogonalen Türmen an den Ecken, ursprünglich (vor 1539) von Hans Ernst von Reischach errichtet gelassen, ist heute mit einer ausgedehnten Parkanlage im Stil eines englischen Gartens umgeben.
 Unteres Schloss – Ein ab 1783 gebautes schlichtes klassizistisches Herrenhaus, auch Walburgishof oder Walpurgenhof genannt. Der Name Walpurgishof geht auf die Gattin des Grafen Enzenberg zurück, als deren Witwensitz es geplant war.

#### 5 – Riedheim → Binningen → Hohenstoffeln → Weiterdingen → Riedheim
17,5 Kilometer / 476 bis 804 m ü. NHN

Am Weg und in der Nähe:
 Burg Binningen – Von der ehemaligen Burganlage haben sich keine baulichen Reste erhalten.
 Burg Homboll – Die heutige Ruine einer Höhenburg, auch Homburg oder Altes Schloss genannt, wurde wohl um 1400 erbaut und im Jahr 1423 erstmals urkundlich ersterwähnt. Sie soll ein Reichslehen und seit 1415 im Besitz der jüngeren Linie derer von Stoffeln gewesen sein.
 Burg Riedheim – Die auch Burgstall genannte Anlage ist nur von außen zu besichtigen. Die Ortsburg wurde im 13. bis 14. Jahrhundert erbaut und war im Besitz der Herren von Randegg.
 Hohenstoffeln-Burgen – Der Hohenstoffeln (841,8 m ü. NHN) war Standort dreier Burgen. Auf dem Nordgipfel befand sich die „Burg Hinterstoffeln“, auf dem Südgipfel die „Burg Vorderstoffeln“ und im Sattel des Berges die „Burg Mittelstoffeln“. Seit dem Dreißigjährigen Krieg sind alle drei Burgen Ruinen. An seinem Nordgipfel mit Kreuz befindet sich eine Schutzhütte mit Gipfelbuch.
 Schloss Weiterdingen – Das Schloss wurde 1683 von Balthasar Ferdinand Freiherr von Hornstein zu den drei Hohenstoffeln und Grüningen, einem direkten Vorfahren des heutigen Eigentümers, als viergeschossiger neunachsiger Bau mit Satteldach errichtet und ist vollgeschossig ausgebaut.

#### 6 – Gottmadingen → Hilzingen → Ebringen → Hilzingen
15,3 Kilometer / 426 bis 574 m ü. NHN

Am Weg und in der Nähe:
 Burg Altstadt – Von der ehemaligen Höhenburg (Wallburg) ist nur noch ein halbringförmiger Wall erhalten.
 Burg Gebsenstein – Die während der ersten Hälfte des 13. Jahrhunderts erbaute Burg war wegen der Namensähnlichkeit möglicherweise der Sitz des im Jahr 1214 genannten Gebzio von Twiel. Ein sich nach der Burg benennendes Geschlecht ist mit den Herren von Gebsenstein zwischen 1253 und dem Anfang des 14. Jahrhunderts erwähnt worden. Ihnen gehörte ihr Stammsitz nur bis zu einem unbekannten Zeitpunkt vor dem Jahr 1275, denn in diesem Jahr verkaufte Graf Mangold von Nellenburg die Burg ze Gepsenstein an die Herren von Randegg. Zu welcher Zeit die Burg abgegangen ist, ist nicht bekannt, sie wird in Zusammenhang mit Jagdrechten 1683 als Burgstall bezeichnet.
 Burg Hilzingen – Von der 1380 erstmals als „Turm“ erwähnten Kleinburg sind heute keine sichtbaren Reste erhalten, vermutlich wurde ein Teil des Burggeländes in den 1970er Jahren durch die Erweiterung der Schule überbaut.
 Ruine Heilsberg – Die Höhenburg wurde nach 1250 erbaut und 1303 erstmals erwähnt. Als Besitzer wurden 1310 die Herren von Randegg und 1518 die Herren von Schellenberg verbunden mit einem Wiederaufbau genannt. Nach Zerstörung 1525 im Bauernkrieg wurde die Burg 1635 im Dreißigjährigen Krieg von Konrad Widerholt endgültig zerstört und ist verfallen. Von der ehemaligen Burganlage, die über einen 7 × 12 Meter großen Wohnbau verfügte, sind noch baufällige Mauerzüge erhalten.

#### 7 – Engen → Stetten → Hegaublick → Zimmerholz → Engen
16,8 Kilometer / 516 bis 844 m ü. NHN

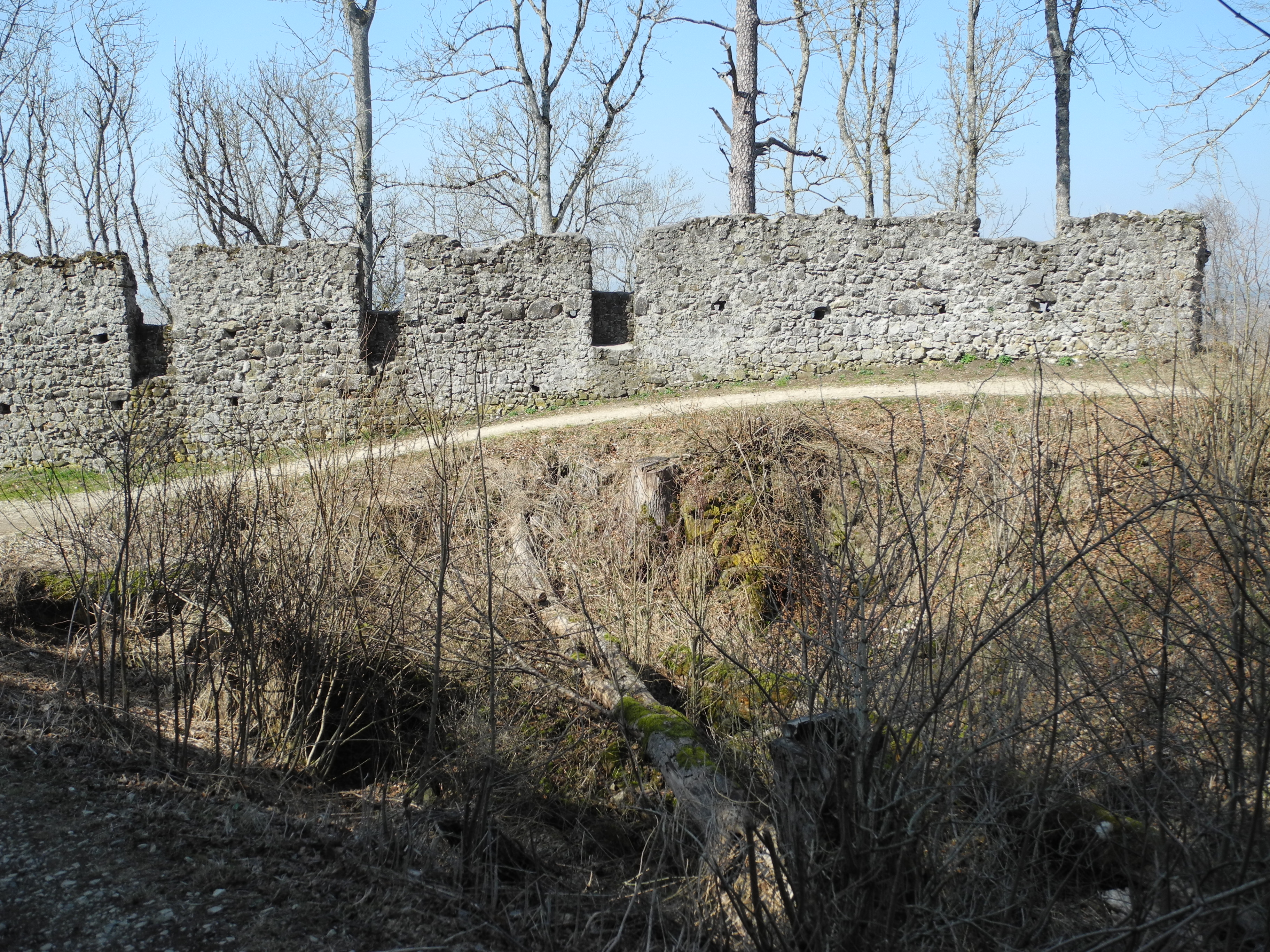
Ruine Hohenhewen

Am Weg und in der Nähe:
 Burg Neuhewen – Die höchstgelegene Burganlage des Hegaus, auch Schloss Neuhöwen und im Volksmund Stettener Schößle genannt, wurde in der Mitte des 13. Jahrhunderts von den Freiherren von Hewen errichtet und gelangte Ende desselben Jahrhunderts an Habsburg. Die Ruine ist ktuell wegen Steinschlaggefahr durch Absperrgitter vor dem Zutritt gesperrt.
 Burgstall Rappenburg – Es handelt sich vermutlich um eine mittelalterliche Spornburg. Geschichtliche Nachrichten über die Anlage sind nicht bekannt.
 Krenkinger Schloss – Die erste schriftliche Erwähnung findet sich in einem Hewener Urbar des 15. Jahrhunderts, wo von einem „an Engen gelegene(n) schloß Krenkingen“ die Rede ist. In jüngeren Jahren beherbergte das Gebäude die Polizeistation und ein Notariat, nach einer umfassenden Sanierung im Jahr 2001 befindet sich hier das Engener Forstamt.
 Ruine Hohenhewen – Von der hochmittelalterlichen Burgruine bietet sich bei gutem Wetter von einer über eine Wendeltreppe erreichbare Aussichtsplattform auf der höchsten Mauerkrone eine herrliche Rundsicht auf die Landschaft des Hegaus mit seinen Vulkanbergen, den Bodensee, den Schwarzwald, die Baar, die Vogesen und die Schweizer Alpen.

#### 8 – Eigeltingen → Krebsbachtal → Honstetten → Eckartsbrunn → Eigeltingen

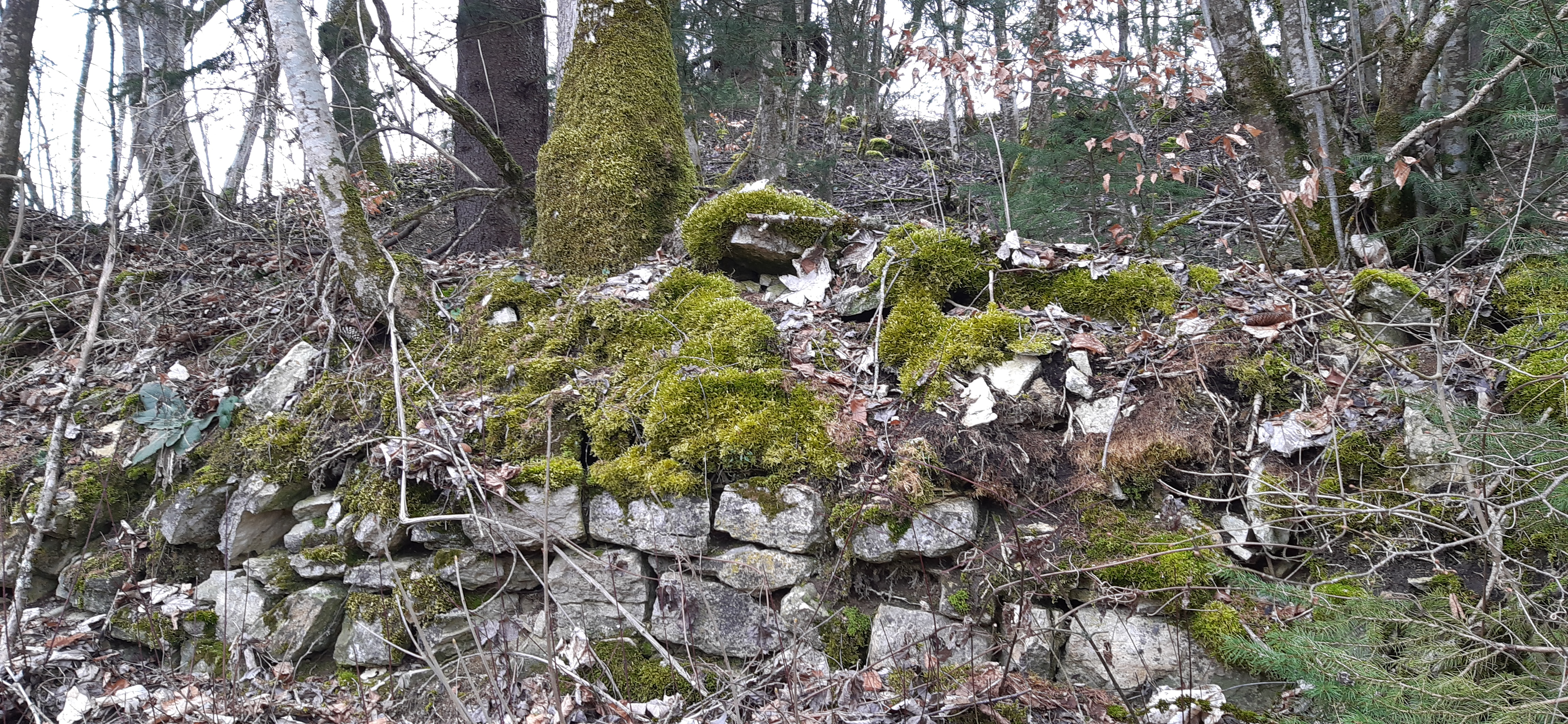
Burgruine Wasserburg

10,3 Kilometer / 497 bis 701 m ü. NHN

Der Weg beginnt am Parkplatz des Freizeitparks Lochmühle in Eigeltingen. Hinter der Brücke über den Krebsbach führt der Weg nach rechts in das gleichnamige Landschaftsschutzgebiet bis zur Krebsbachhütte. Über einen Steg [2,1] den Krebsbach querend gewinnt der Wanderer schnell an Höhe, hinauf bis zur Ruine der Tudoburg. Weiter geht es am Honstetter Friedhof [3,8] vorbei bis zur St.-Petrus-und-Catharina-Kirche in Honstetten. Dort führt der Weg die letzten Höhenmeter überwindend am Breitesteinhof vorbei zum höchsten Punkt der Strecke auf dem Schünen [5,2]. Von hier bietet sich ein herrliches Panorama von den Allgäuer Alpen im Osten über den Säntis im Süden bis zur Dreiergruppe Mönch–Eiger–Jungfrau im Berner Oberland im Westen. Am Langackerhof vorbei gelangt der Wanderer in das ebenfalls zu Eigeltingen gehörende Dorf Eckartsbrunn [6,0]. Durch den Ort geht es die Eckartstraße hinunter ins Tal des Selltalbachs. Vom tiefsten Punkt [7,9] steigt der Weg noch einmal an und führt entlang des Reschbergs zurück zum Parkplatz an der Lochmühle.
Am Weg und in der Nähe:
 Burg Honstetten – Der vermutlich um die Wende vom 11. zum 12. Jahrhundert erbaute und gut erhaltene Burgturm wurde 1429 urkundlich erwähnt. Er soll zu einem unbekannten Zeitpunkt in Besitz des Hauses Fürstenberg gewesen sein. Er diente als Wehr- und Wohnturm sowie als Speicher. 1902 ging der Spicher an die Gemeinde Honstetten und schließlich in Landesbesitz über. Seit 1992 befindet sich der Spicher wieder in Privatbesitz.
 Burg Reute – In den 1990er Jahren wurde im Rahmen einer Luftbildprospektion der Burgstall der Burg, die vermutlich von den Herren von Honstetten erbaut wurde, entdeckt. Die ehemalige Burganlage, von der oberirdisch nichts erhalten ist, hat die Form einer Kreisgrabenanlage mit einem Durchmesser von 100 bis 120 Meter und einer Grabenbreite von etwa 20 Meter.
 Burgruine Tudoburg – Die Ursprünge der Sporn- und Höhenburg mit einer großen getrennten Vorburg sind unbekannt. Als Erbauer werden die Herren von Honstetten zwischen 1050 und 1150 vermutet. Der ursprüngliche Name lautete Harperg oder Hardberg und wurde später nach Tuto von Wagenhausen in Tudoburg umbenannt. Der Zeitpunkt der Zerstörung der Tudoburg ist nicht bekannt, vor dem Dreißigjährigen Krieg war die Burganlage aber schon eine Ruine. 1872 erbten die Grafen von Douglas die Herrschaft Langenstein und wurden damit auch Besitzer der Tudoburg.
 Burgruine Wasserburg – Die Anlage wurde während der zweiten Hälfte des 12. Jahrhunderts errichtet. Der Burgadel, die Herren von Wasserburg, sind zwischen 1174 und 1300 nachgewiesen, sie waren Ministerialen des Klosters Reichenau. Die Burg wurde in den 1440er Jahren zerstört und nicht mehr wiederhergestellt, obwohl sie 1472 nochmals als Vesti bezeichnet wurde. Aus den Steinen der Burg wurde der unterhalb liegende Wirtschaftshof errichtet. Heute sind nur noch größere steinerne Reste, die als Bergfried gedeutet werden, und ein Eckteil eines weiteren Gebäudes sichtbar. Buckelquaderreste auf dem Burggelände lassen den Schluss zu, dass Bergfried und Anlage hochmittelalterlich und gut ausgebaut waren.
 Hegi-Schloss – Das von Pankratz von Stoffeln 1543 erbaute Schloss war als sein Herrensitz dazu bestimmt, die Zins- und Zehntfrüchte der Untertanen sowie die Ernten des herrschaftlichen Grundbesitzes aufzunehmen. Heute ist das Schloss in Privatbesitz und kann nicht besichtigt werden.
 Schloss Dauenberg – Herrschaftliche Anlage anstelle einer mittelalterlichen Burg mit Schlosspark und Kapelle.
 Schloss Langenstein – Die Ursprünge des Schlosses reichen bis ins Mittelalter zurück. Um 1100 wurde der heute noch als Untergeschoss bestehende Bergfried von der Abtei Reichenau auf einem langgestreckten Felsen aus Jurakalk errichtet. Langenstein war danach im 12. und 13. Jahrhundert Sitz von Dienstmannen des Klosters Reichenau, die sich nach der Burg benannten. Nachdem das Geschlecht derer von Langenstein zu Beginn des 14. Jahrhunderts ausgestorben war, waren in den folgenden Jahrhunderten zahlreiche Adlige im Besitz der Burg, so auch Ritter Bilgeri von Heudorf. Heute ist das Schloss im Besitz der Familie Douglas, beherbergte ein Fasnachtsmuseum und ist durch den angegliederten Golf- und Countryclub über die Region hinaus bekannt.
 Schloss Münchhöf – Der schlichte, zweigeschossiger Walmdachbau wurde Anfang des 18. Jahrhunderts erbaut, Anfang der 2000er komplett neugestaltet und ist heute in Privatbesitz.

#### 9 – Aachtopf → Bittelbrunn → Aach → Aachtopf
14,7 Kilometer / 475 bis 614 m ü. NHN

Der Start dieser Runde erfolgt am Parkplatz Aachtopf. Der Aachtopf, auch Aachquelle genannt, ist die wasserreichste Karstquelle Deutschlands. Auf der anderen Seite des Quelltopfs führt der Weg hinauf zum Alten Turm. Über die Hänge des Hombergs geht es hinunter zum Wasserburger Graben [3,7], dort einige Meter entlang der Kreisstraße 6178, weiter zum Weiher [5,9] im Schlößlegartenbachtal und hinauf zum Engener Stadtteil Bittelbrunn [7,2]. Neben einigen alten Fachwerkhäusern ist hier das kleine Schloss zu sehen. Bis zur Petersfelsstraße geht es vom Schloss zurück, dann in den Haldenweg und hinab zum Petersfels im Brudertal [8,5]. Um den Petersfels herum wurde 2003 der Eiszeitpark Engen angelegt, er beinhaltet die Rekonstruktion der späteiszeitlichen Vegetation einer Steppentundra. An der „Gnirsshöhle“ und dem „Drexlerloch“ vorbei führt der Weg auf fast derselben Route zurück Richtung Aach. Entlang des Homberg-Südhangs und über die Stadtstraße gelangt der Wanderer durch die Torhäuser 14,2 in die auf einem durch einen früher nördlich verlaufenen Fluss entstandenen Umlaufberg gelegenen Aacher Oberstadt. Zurück durch die beiden Stadttore und die Oberdorfstraße führt der Weg hinab zum Ziel- und Ausgangspunkt am Aachtopf.

Am Weg und in der Nähe:
 Burg Bittelbrunn – Die Burg Bittelbrunn, auch Bittelbrunner Schlössle genannt, ist eine abgegangene Wasserburg. Von der 1581 erwähnten als Burckstal Zanecks zue Bittalbrunn in Bittelbrunn, als deren Besitzer die Herren von Zaneck genannt werden, ist nichts mehr erhalten. Es befand sich möglicherweise an der Stelle des heutigen Schlosses.
 Burg Hohenfriedingen – Die umgangssprachlich „Friedinger Schlössle“ oder „Burg Friedingen“ genannte Burg Hohenfriedingen wurde in der Zeit zwischen 1170 und 1180 durch die Herren von Friedingen errichtet. Heute wird die Burg als Ausflugslokal genutzt: Im Hof befindet sich im Sommer ein Biergarten, und im Festsaal werden unter anderem Rittermahle veranstaltet.
 Burg Volkertshausen – Die abgegangene Burg nördlich des „Kelhofes“ von Volkertshausen ist nicht genau lokalisierbar. Von der ehemaligen Burganlage sind keine Reste erhalten.
 Burgruine Alter Turm – Die Ruine einer Ringburg steht am Rande des Eigeltinger Tals. Sie ging bereits in der Mitte des 12. Jahrhunderts ab und ist nie wieder überbaut worden. Dadurch sind die Reste im Gegensatz zu anderen, später überbauten Burgen im Originalzustand erhalten. Dieser Umstand macht die Burgruine so einzigartig.
 Schloss Bittelbrunn – Der stattliche, dreigeschossige Bau wurde nach 1581 für die Familie Göder von Zaneck errichtet. Ab 1839 diente es als Schul- und Rathaus.

#### 10 – Gailingen am Hochrhein → Diessenhofen → Langwiesen → Feuerthalen → Schaffhausen
25,7 Kilometer / 386 bis 553 m ü. NHN

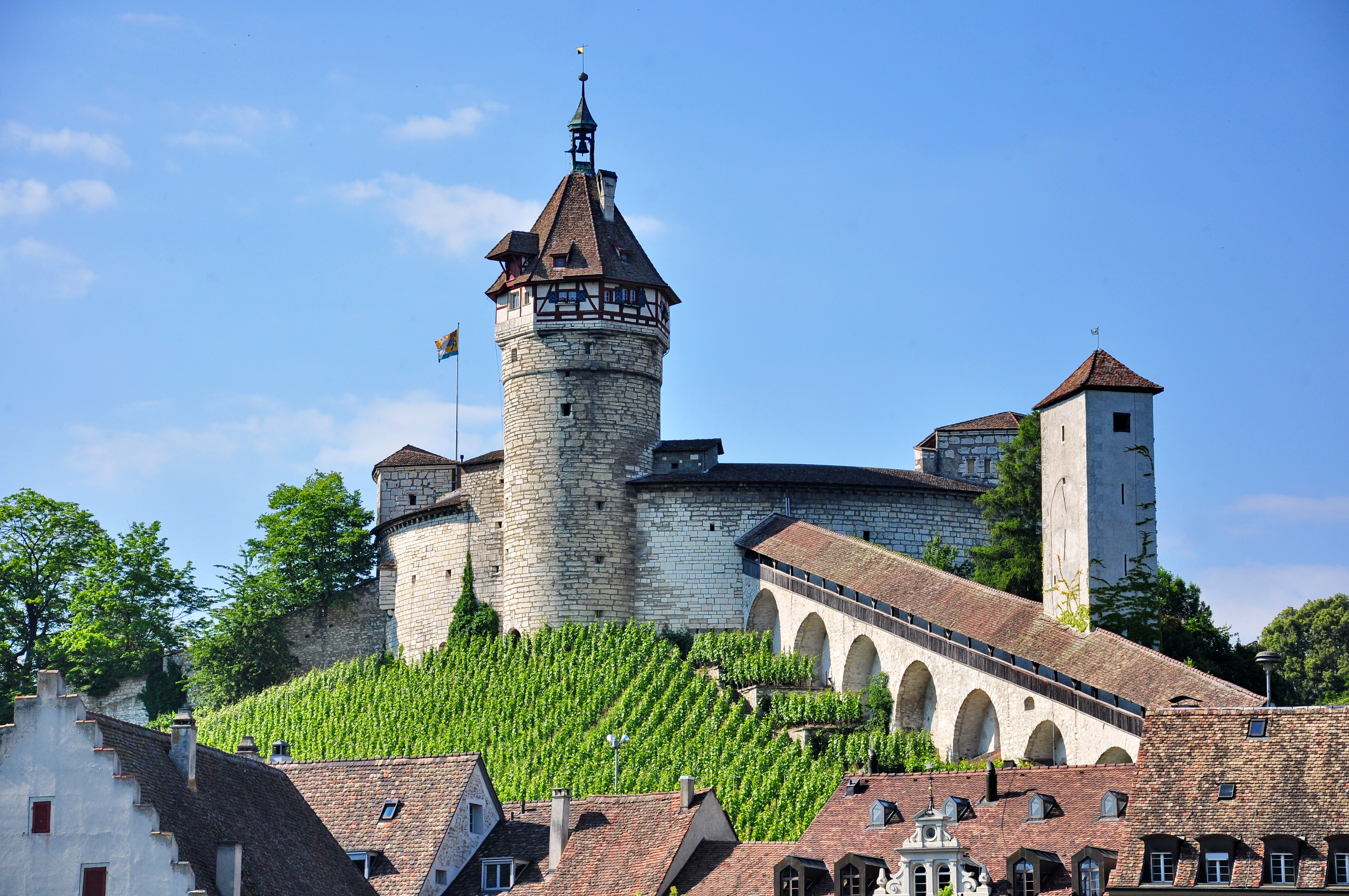
Festung Munot in Schaffhausen

Am Weg und in der Nähe:
 Burg Unterhof – Wer die Burg Unterhof errichtete, ist nicht belegt. Urkundlich erwähnt wurde sie erstmals 1185. Sie war Sitz der Truchsessen von Diessenhofen. 2014 wurde das Anwesen an eine Immobiliengesellschaft verkauft, die Wohnungen einrichtete. Der alte Burgteil wird als Restaurant betrieben.
 Bürglischloss – Die Burg wurde vermutlich um 1278 von den Herren von Gailingen erbaut. Von der ehemaligen Anlage ist noch der 14,5 Meter breite und fünf bis sechs Meter tiefe Halsgraben erhalten. Auf dem 1200 Quadratmeter großen Areal befindet sich seit 1998 ein Aussichtsturm: Bei guter Fernsicht sieht man von Vorarlberg bis zu den Berner Alpen.
 Burgstelle Burgermösli – Mittelalterliches Erdwerk.
 Liebenfelsisches Schlösschen – Nahezu quadratischer, fünfachsiger und zweistöckiger um 1750 erbauter Schlossbau mit doppelter Freitreppe zur Straße.
 Munot – Die zwischen 1536 und 1546 unter dem Stadtbaumeister Heinrich Schwarz errichtete Zirkularfestung auf dem Emmersberg gilt als das Wahrzeichen der schweizerischen Stadt Schaffhausen.

#### 11 – Bodman → Espasingen → Bodman
16,3 Kilometer / 395 bis 653 m ü. NHN

Start- und Zielpunkt dieser Runde ist der Wanderparkplatz Am Königsweingarten beim sogenannten „Wassertürmle“, von dessen zinnenbewehrten Dach mit „Selfie-Point“ sich ein erster Ausblick über Bodman und den Überlinger See nach Ludwigshafen bietet. Der Weg führt am Ende als Hohlweg die Schlosshalde hinauf zur imposanten Ruine Altbodman. Am Bison-Hof vorbei gelangt der Wanderer nach rund einem Kilometer zur Burg Frauenberg. Über mehrere Serpentinen verläuft der Weg den Frauenberg hinab, am Ausgangspunkt vorbei und nach links in die Kaiserpfalzstraße. Bei der Weilerkapelle biegt der Weg nach rechts ab und führt am Bodmaner Strandbad vorbei in das Naturschutzgebiet „Bodenseeufer (Bodman-Ludwigshafen)“ um den Mündungsbereich der Stockacher Aach. Am Ende des langen Uferwegs verläuft der Weg nach links, quert die Bodenseegürtelbahn und stößt auf die Bundesstraße 34. Auf der anderen Seite beginnt der Aufstieg zum Stockacher Weiler Spittelsberg. Dort nach links, durch das Bannholz und Ebnet, gelangt man hinunter nach Espasingen. Die Meersburger Straße (B 34) querend und einige Meter nach links, über die Bahnlinie, durch die Torkeläcker und an der „Kläranlage Stockacher Aach“ vorbei und nach rechts, verläuft der Weg nach der Brücke über die Stockacher Aach parallel zur Espasinger Straße bis zum Ortseingang von Bodman, wieder am Strandbad vorbei und nach links in die Kaiserpfalzstraße. Beim Bodmaner Hafen geht man nach links in die Seestraße und folgt dieser entlang des Uferparks, bis sie an ihrem Ende in die Kaiserpfalzstraße mündet. Hier geht man nach links, bis zum Neuen Schloss. Die letzten Meter der Wanderrunde führen den Wanderer zurück, entlang der Kaiserpfalzstraße an der Schule vorbei bis zum Wanderparkplatz Am Königsweingarten.
Am Weg und in der Nähe:

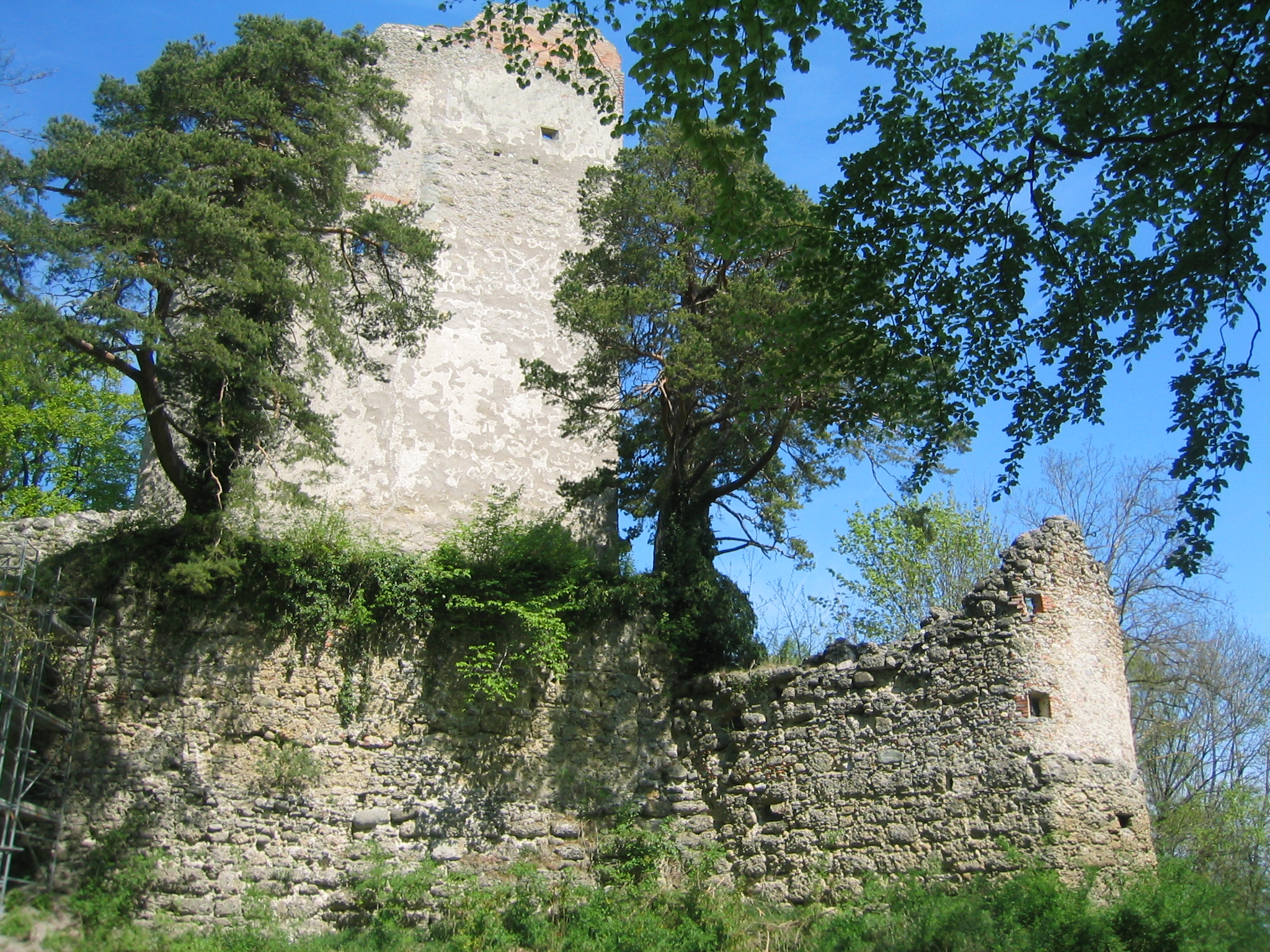
Ruine Altbodman

 Burg Bodman (Karolingische Königspfalz) – Die spätestens im 9. Jahrhundert erbaute frühmittelalterliche Karolingische Königspfalz erhielt unter König Ludwig dem Frommen im 9. Jahrhundert als neuer Zentralort des Bodenseeraums einen erheblichen Bedeutungszuwachs. 13-mal diente die Pfalz einem König als Gastung, aber bereits beim Ungarneinfall des Jahres 926 im Bodenseeraum wurde sie – anders als andere befestigte Plätze der Region – von den zeitgenössischen Chronisten nicht mehr erwähnt.
Burg Bodman (Staufische Pfalz) – Die wohl um 1160/70 erbaute Burg brannte im Jahr 1277 ab. Sie ist nicht mehr genau lokalisierbar, Reste sind nicht erhalten.
 Burg Frauenberg – Die ehemalige Burg derer von Bodman, Reichsministeriale der Staufer, spätere Grafen von (und zu) Bodman genannt, wird heute durch die Communitas Agnus Dei als Kloster genutzt.
 Burg Hals – Wegen des 45 Meter langen Walls mit einer Breite von zehn Metern und einer Höhe von drei bis vier Meter sowie zwei vorgelegten Gräben wird angenommen, dass die Burganlage während des Frühmittelalters zwischen dem 8. und 11. Jahrhundert ausgebaut wurde. Die Burgstelle ist ein frei zugängliches Bodendenkmal.
 Burg Laubegg – Die während der zweiten Hälfte des 12. Jahrhunderts erbaute Burg war der Sitz des niederadeligen Geschlechtes der zwischen 1198 und der Mitte des 14. Jahrhunderts genannten Herren von Laubegg. Während des 14. Jahrhunderts gingen die Laubegger Güter und Höfe, und damit wohl auch die Burg selbst, an die Herren von Hohenfels über. Von ihnen ging der Besitz später an das Heilig-Geist-Spital in Überlingen. Die Burg bestand vermutlich bis ins 14./15. Jahrhundert, ein aus der Nordostecke der Burgstelle gefundener Rest einer Becherkachel wird auf diese Zeit datiert.
 Burg Rothenburg – Von der vermuteten ehemaligen Burganlage an der Ostspitze des Spittelsbergs ist nichts mehr erhalten.
 Ehemaliges Schloss Bodman – Das um 1701/02 erbaute und 1873 abgebrochene Schloss befand sich wohl auf dem Gelände der ehemaligen Pfalz.
 Ruine Altbodman – Die Geschichte der Burg beginnt um 1170 als Sitz der Herren von Bodman, Reichsministeriale der Staufer. Die unter Johannes von Bodman neu erbaute Burg, die heutige Ruine Bodman, wurde 1332 fertiggestellt. Während des Schweizerkrieges 1499 wurde die Burg beschädigt und später militärisch zu einer Feste ausgebaut. Im Dreißigjährigen Krieg wurde die Burg am 15. August 1643 durch französische Truppen des Statthalters von Überlingen, General Graf Charles Christophe de Mazencourt erneut zerstört. Er ließ die Burg mit verbündeten Württembergern schleifen. Die Adelsfamilie ließ sich daraufhin im Schloss Espasingen nieder.
 Schloss Bodman – Das Schloss Bodman, auch Neu-Bodman oder Neues Schloss genannt, ist ein einfacher Bau mit Eckrisaliten im Weinbrenner-Stil, der sich in Privatbesitz befindet. Nur der Schlosspark, ein weitläufiger englischer Park, der auf das 18. Jahrhundert zurückgeht, kann besichtigt werden.

#### 12 – Randegg → Bietingen → Randegg
8,6 Kilometer / 423 bis 517 m ü. NHN

Am Weg und in der Nähe:
 Burg Kapf – Bei der Ruine einer Wallburg handelt es sich um eine Hangbefestigung, die aus einer umlaufenden Böschung mit dahinter verlaufender, zwei bis fünf Meter breiter Terrasse und einem 125 Meter langen Wall an der Nordostseite besteht.
 Schloss Randegg – Eine erste Burg wurde vermutlich im 12. Jahrhundert (oder noch früher) erbaut, 1214 zum ersten Mal urkundlich erwähnt und während des Schweizerkriegs im Jahr 1499 zerstört. Ein erstes Schloss wurde ab 1567 von Gebhart von Schellenberg erbaut.

#### 13 – Neumühle → Knollenkratten → Schloss Hohenfels → Neumühle

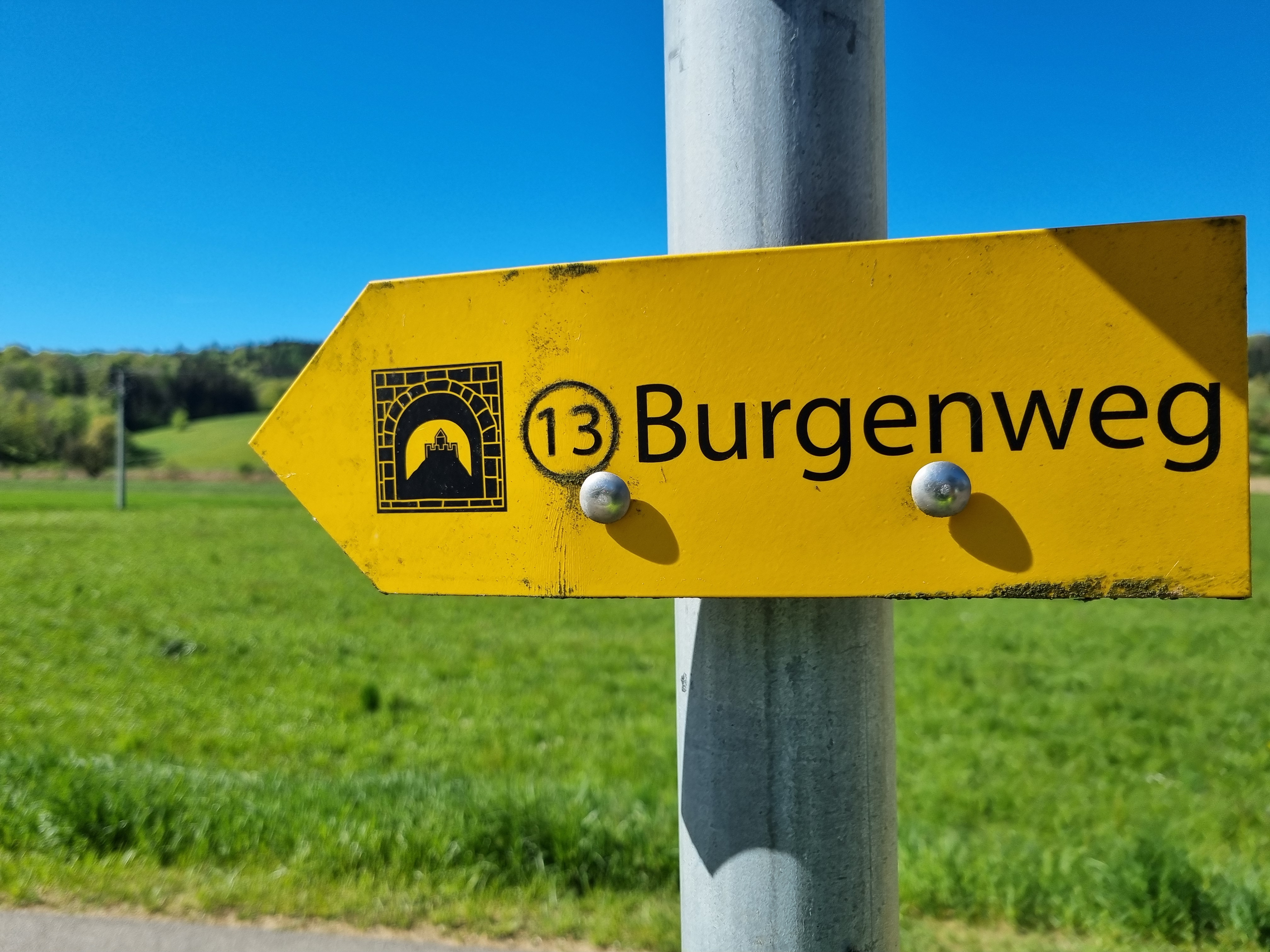
Start beim Weiler Neumühle

8,1 Kilometer / 511 bis 680 m ü. NHN

 Ausgangspunkt dieser Runde ist die Bushaltestelle „Neumühle“ an der Landstraße 205 zwischen dem Stockacher Stadtteil Mahlspüren im Tal und Owingen. Nach wenigen Metern entlang der Straße, zweigt der Weg vor Seelfingen nach links ab in das Langenbachtal. Hinauf und vorbei am „Knollenkratten-Hof“ führt der Weg zum Flurkreuz an der Schloßstraße und weiter Richtung Süden zur Burg Hohenfels. Zur Burg gehören eine Kapelle, das Herrenhaus, das Haus Josenberg, der Zeiserhof, die Ölmühle, ein Stall und ein Burggarten; eine Besichtigung der Anlage ist möglich. Der Wanderweg verläuft auf der Straße hinab zum Ausgangspunkt im Tal der Mahlspürer Aach.
Am Weg und in der Nähe:
 Burg Hohenfels – Die ursprünglich von den Herren von Hohenfels gegründete und 1292 als „Neuhohenfels“ erstmals erwähnte Burg Hohenfels, auch Schloss Hohenfels oder Neu-Hohenfels genannt, ist eine mittelalterliche Spornburg, in der bis Juli 2017 die Unterstufe des Internats Schule Schloss Salem untergebracht war.
 Burg Mahlspüren – Die auch als Burgstall bei den Burgäckern bezeichnete abgegangene Höhenburg war vermutlich der Sitz des vom Jahr 1090 bis in die zweite Hälfte des 13. Jahrhunderts genannten Ortsadels von Mahlspüren. Von der ehemaligen Burganlage haben sich nur die Flurnamen „Burgäcker“ und „Hinterburg“ sowie ein Graben und davor ein Wall erhalten.
 Burgstall Burstel – Bei dieser, auch Burstel bei Seelfingen genannten, abgegangenen Höhenburg des 11. oder 12. Jahrhunderts, über die keine historischen Nachrichten überliefert wurden, handelt es sich vermutlich um den Sitz des vom Jahr 1050 bis in die Mitte des 14. Jahrhunderts genannten Ortsadels von Seelfingen. Das Ende der Burg kam wohl mit dem Aussterben der Adelsfamilie im 14. Jahrhundert.

#### 14 – Hindelwangen → Nellenburg → Hindelwangen

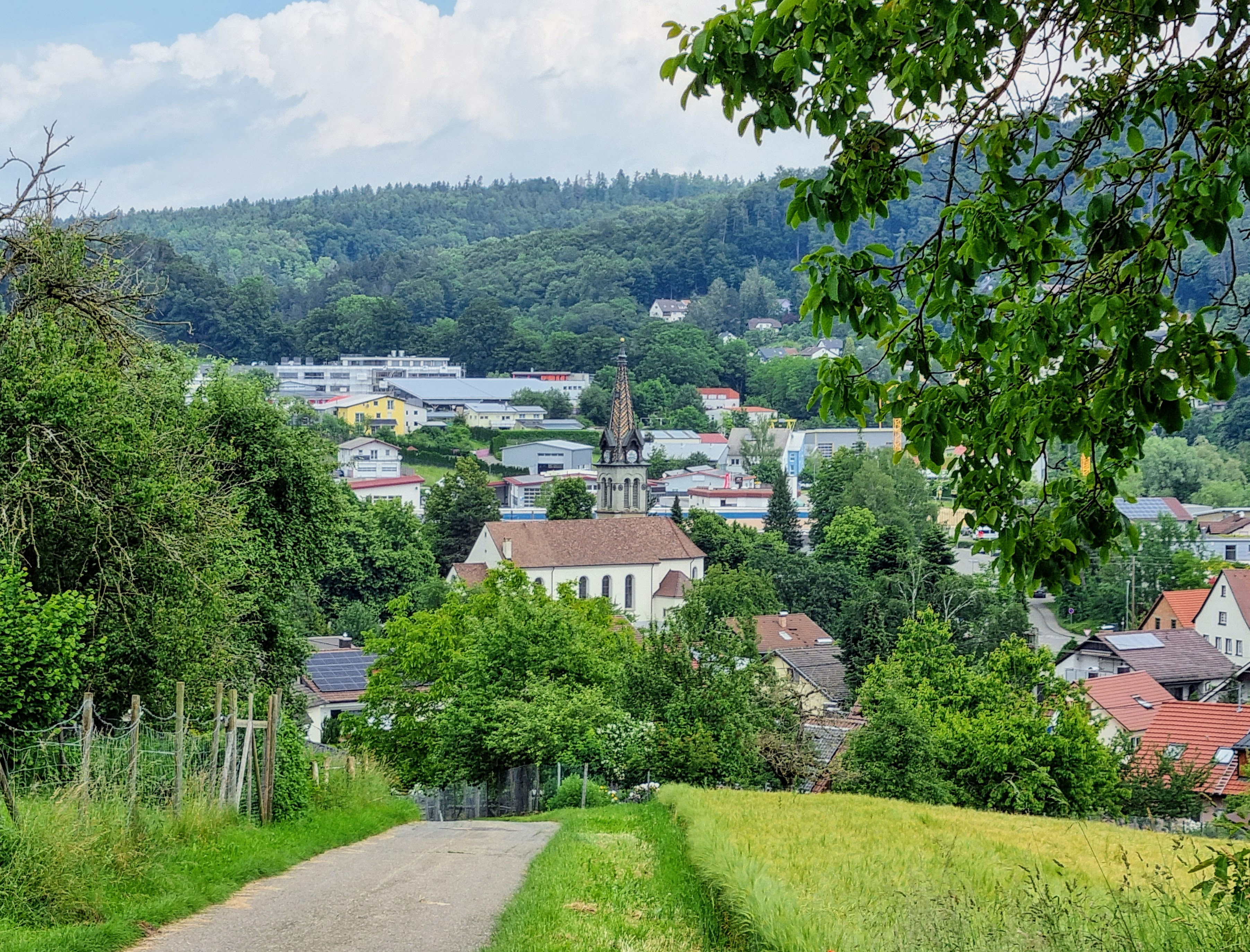
Start- und Ausgangspunkt: die St. Michael-Kirche in Hindelwangen

9,1 Kilometer / 493 bis 602 m ü. NHN

 Der Start erfolgt am Parkplatz der St. Michael-Kirche im Stockacher Stadtteil Hindelwangen. Stockach ist die Heimat des über die Grenzen hinaus bekannten „Hohen Grobgünstigen Narrengerichts“, einer jährlich am „Schmotzige Dunschtig“ stattfindenden Veranstaltung der schwäbisch-alemannischen Fastnacht. Der Weg führt durch die Braunenbergstrße an der Grundschule vorbei hinauf zum Braunenberg. An dessen Hängen wandert man entgegen dem Uhrzeigersinn und am Ende hinauf zur freizugänglichen Ruine der Nellenburg. Von der einstigen Nellenburg sind lediglich Reste des Hauptturms, der talseitigen Frontmauer und Reste der Mauer zum Vorhof erhalten. Am Aussichtspunkt „Seeschau“ vorbei führt der Weg den Nellenburger Berg hinunter zum Ausgangspunkt bei der Kirche in Hindelwangen.
Am Weg und in der Nähe:
 Nellenburg – Die erstmals 1056 als „castellum meum Eberhardi comitis Nellenburc“ erwähnte Nellenburg war Sitz der Grafen von Nellenburg und bildete das Machtzentrum der Landgrafschaft Nellenburg.
 Wall auf dem Keller – Die Forschenden sind sich noch nicht einig, ob hier, nur wenige Meter neben der Bahnlinie zwischen Nenzingen und Stockach, ein Vorwerk für die Nellenburg, eine Zollstation, ein Burgplatz oder gar eine alemannische Siedlung bestand.

#### 15 – Zizenhausen → Mühlingen → Zizenhausen
14,5 Kilometer / 503 bis 661 m ü. NHN

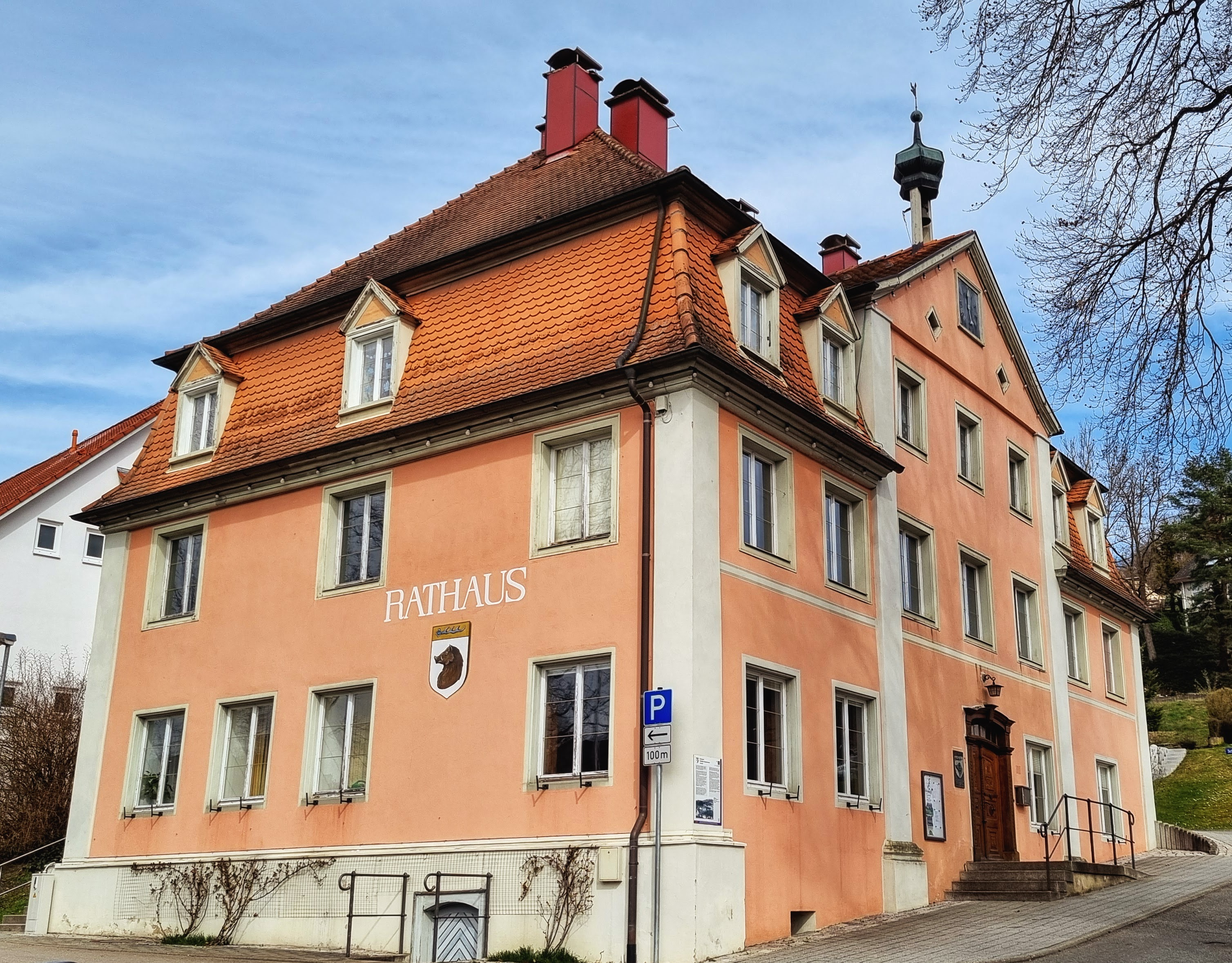
Schloss Zizenhausen

 Der Start zu dieser Runde erfolgt am Parkplatz unterhalb des Rathauses/Schlosses im Stockacher Ortsteil Zizenhausen. Der Weg verläuft unterhalb des Schlossparks durch die Bleichestraße, die nach der Unterführung der Ablachtalbahn in Sonnenbühl übergeht, zum Weiler Burgtal. Dort zweigt der Weg im letzten Hof nach links ab und führt an Hochstamm-Obstbäumen vorbei über den Postweg hinauf zum höchsten Punkt der Wanderung im Reischacher Holz, wenige Meter vor einem links des Weges liegenden Toteislochs. Am Evangelizipfel verlässt man den Wald und wandert entlang einer Kiesgrube und des Zoznegger Sportplatzes zum Mühlinger Ortsteil Berenberg. Nach dem Ortsende geht man links, unterquert erneut die Ablachtalbahn und kreuzt in Mühlweiler die Zizenhauser Aach und Bundesstraße 313 in Richtung Mühlingen. Dort geht es links in die Schlossstraße bis zum Schloss Mühlingen. An der Schule und der Schlossbühlhalle vorbei verläuft der Weg über die „Reute“ hinauf zum „Hottenlocher Hof“. Weiter geht es vorbei an Stengele- und Neuschorenhof sowie Altschoren- und Neuseggehof zum zu Stockach gehörenden Weiler Schmelze. Dort geht es die Sennhorststraße hinunter und hinüber zum Ziel am Zizenhauser Rathaus.
Am Weg und in der Nähe:
 Hildisburg – Die abgegangene Turmburg, südwestlich des Weilers Burgtal, war wohl der Sitz des zwischen 1175 und 1191 genannten Riwinus de [= von] Burctal, später gehörte die Burg dann zur Grafschaft Nellenburg.
 Schloss Mühlingen – Nachdem Johann Philipp Jakob Ebinger von der Burg die Ortsherrschaft Mühlingen im Jahr 1698 erworben hatte, ließ die Adelsfamilie Ebinger von der Burg 1730 das Schloss Mühlingen erbauen. Es gibt Vermutungen, dass auf dem Schlossbühl zuvor bereits eine mittelalterliche Spornburg gestanden hatte. 1731 verkauften die Ebinger von der Burg die Ortsherrschaft an Hans Andreas und Johann Georg von Buol-Berenberg. Seit 2021 ist das Schloss im Besitz der Gemeinde Mühlingen.
 Schloss Zizenhausen – Carl Anton von Krafft, genannt Krafft von Festenberg auf Frohnberg, ließ sich ab 1785 das Schloss erbauen. Bis 1840 im von Krafft’schen Besitz, wurde die Grundherrschaft Zizenhausen an den in der nahe gelegenen Herrschaft Mühlingen ansässigen Freiherrn von Buol-Berenberg verkauft. Der Grundbesitz wurde von der Familie zwar weiter bewirtschaftet, das Schloss aber zunehmend nur mehr in den Sommermonaten von seinen Besitzern bewohnt. Nach seinem Verkauf im Jahr 1936 diente das Schloss dem Ort schließlich als Rathaus. Der spätbarocke, dreistöckige Bau mit hohem Walmdach, kleinem Glockenturm und einem dreieckigen Giebel mit Uhr ist von einem Wirtschaftsgebäude und Resten einer parkähnlichen Anlage umgeben.

#### 16 – Friedingen → Wiechs → Steißlingen → Friedingen
Am Weg und in der Nähe:
 Burg Hohenfriedingen: Die umgangssprachlich „Friedinger Schlössle“ oder „Burg Friedingen“ genannte Burg Hohenfriedingen wurde in der Zeit zwischen 1170 und 1180 durch die Herren von Friedingen errichtet. Heute wird die Burg als Ausflugslokal genutzt: Im Hof befindet sich im Sommer ein Biergarten, und im Festsaal werden unter anderem Rittermahle veranstaltet.
 Schloss Steißlingen – Das alte Schloss wurde 1724 bis 1726 durch den heutigen Schlossbau ersetzt. Seit 1672 waren die Ebinger von der Burg Grundherren. Nach ihrem Aussterben erwarben 1780 die Freiherren von Stotzingen das Schloss, das sie bis heute bewohnen.
 Schloss Wiechs – Sitz der Herren von Bodmann zu Wiechs.
 Schlössle Meldegg – Das Schloss ist vermutlich aus einer Wasserburg hervorgegangen, deren Entstehungszeit aber unbekannt ist. Erstmals schriftlich erwähnt wurde das Schloss im Jahr 1568, doch vermutlich hatten bereits die Herren von Bodman-Möggingen im Spätmittelalter dort ihren Sitz. Heute befindet sich das Schloss in einer Gartenanlage, in Privatbesitz und ist nicht zu besichtigen.
 Seehofschlösschen – Das barocke Lustschlösschen, das vermutlich auf den Fundamenten einer Wasserburg entstand, befindet sich in Privatbesitz.
 Wehrkirche Steißlingen (St. Remigius und Cyrillus)

### Übergänge
Bodensee-Rundweg
11) Zwischen Ludwigshafen und Bodmann verläuft der Burgenweg 11 parallel mit dem Bodensee-Rundweg.
Flusserlebnispfad Hegauer Aach
9) Der Burgenweg 9 kreuzt den/verläuft mit dem „Flusserlebnispfad Hegauer Aach“.
Heuberg-Allgäu-Weg
15) Auf einigen Abschnitten verläuft der Burgenweg 15 auf selber Strecke mit dem über 185 Kilometer langen, von Spaichingen auf der westlichen Schwäbischen Alb durch Oberschwaben und entlang des Bodensees bis zum Schwarzen Grat im Württemberger Allgäu führenden „Heuberg-Allgäu-Weg“ (HW 9).
Schwarzwald-Querweg Freiburg–Bodensee
4) Der Burgenweg 4 kreuzt den als Teil des Europäischen Fernwanderwegs E1 herführenden Schwarzwald-Querweg Freiburg–Bodensee.
Via Beuronensis
11) Ab Ludwigshafen bis zum Bison-Hof oberhalb der Ruine Bodmann verläuft der Burgenweg 11 parallel mit dem Hegauer Jakobsweg.
ViaRhenana
10) Zum größten Teil verläuft der Burgenweg 10 auf der Route der ViaRhenana, die in Kreuzlingen beginnt und entlang des Hochrheins bis zur Schifflände nahe der Mittleren Rheinbrücke von Basel führt.